# Рудич Фелікс Михайлович
Фе́лікс Миха́йлович Ру́дич (28 жовтня 1930, місто Київ — 1 березня 2020, місто Київ) — доктор філософських наук, завідувач відділу теоретичних і прикладних проблем політології Інституту політичних і етнонаціональних досліджень імені І. Ф. Кураса НАН України. Доктор філософських наук, професор, академік Української академії політичних наук. Лауреат премії НАН України імені Д. І. Чижевського (2007). Член ЦК КПУ в 1976—1991 роках. Депутат Верховної Ради УРСР 9—11-го скликань.

## Біографія
У 1954 році закінчив філософський факультет Київського державного університету імені Тараса Шевченка. Член КПРС з 1955 року.
У 1954—1957 роках — секретар комітету ЛКСМУ Київського електромеханічного технікуму; 2-й, 1-й секретар Залізничного районного комітету ЛКСМУ міста Києва.
У серпні 1957 — 1959 року — секретар, 2-й секретар Київського міського комітету ЛКСМУ. У 1959 — 31 серпня 1962 року — 1-й секретар Київського міського комітету ЛКСМУ.
У 1962—1965 роках — аспірант Академії суспільних наук при ЦК КПРС.
У 1965 році закінчив Академію суспільних наук при ЦК КПРС, у цьому ж році захистив кандидатську дисертацію. У 1965—1966 роках — старший викладач Київського державного педагогічного інституту іноземних мов. З 1967 року — доцент.
У 1966—1968 роках — завідувач відділу Київського обласного комітету КПУ.
У червні 1968 — листопаді 1972 року — секретар Київського обласного комітету КПУ.
У листопаді 1972 — листопаді 1988 року — завідувач відділу науки і навчальних закладів ЦК КПУ.
У 1985 році захистив докторську дисертацію. З 1989 року — професор.
З 1989 по 1992 рік — директор Інституту політичних досліджень ЦК Компартії України.
З 1992 по 2019 рік — завідувач відділу теоретичних та прикладних проблем політології Інституту політичних і етнонаціональних досліджень імені І. Ф. Кураса НАН України.
З 2019 року — головний науковий співробітник відділу теоретичних та прикладних проблем політології Інституту політичних і етнонаціональних досліджень імені І. Ф. Кураса НАН України.

## Основні напрями дослідження
Методологічні питання політології. Політична система та громадянське суспільство сучасної України. Трансформація політичних систем у країнах СНД і Балтії, Центральної і Східної Європи. Геополітика як наука: теоретичний і прикладний контекст. Місце і роль України у новому геополітичному просторі.

## Науковий доробок
- а) Монографії:
  - Політичні структури і процеси в сучасній Україні: політологічний аналіз / Редкол.: Ф. М. Рудич (голова та ін. — К.: Наукова думка, 1995. — 266 с., Автор І (п. 1, 3) і ІІ розділів;
  - Політична система сучасної України: особливості становлення, тенденції розвитку / Редкол.: Ф. М. Рудич (голова та ін. — К.: Парламентське видавництво, 1998. — 352 с. Автор I, VIII і IX розділів;
  - Україна в сучасному геополітичному просторі: теоретичний і прикладний аспекти (Кол. Монограф.) / За ред. Ф. М. Рудича. — К.: МАУП, 2002. — 488 с. Автор І (п. 1, 2, 3), IV (п. 1, 2, 5) розділів;

- б) Навчальні посібники, підручники:
  - Чи багато влади потрібно владі?: Україна в контексті трансформації політичних структур в країнах СНД і Балтії, Центральної та Східнох Європи): Навч. посібник для студентів вищ.навч. закладів. — К.: Довіра, 1998. — 142 с.;
  - Много ли власти нужно власти (Украина в контексте трансформации политических систем в странах СНГ и Балтии, Центр. и Восточ. Европы): Учеб. пособие для студентов высш.учебн.заведений. — 2-е изд., перераб. и доп. — К.: Довіра, 1999. — 199 с.;
  - Політологія. Курс лекцій. Навч. посібник для студентів вищ.навч. закладів освіти. — К.: Інститут держави і права імені В. М. Корецького НАН України, 2000. — 200 с.;
  - Політична система сучасної України: особливості становлення, тенденції розвитку. / За ред. Рудича Ф. М.: Навч. підручник для студентів вищих закладів освіти. — К.: Парламентське видавництво, 2002. — 327 с. Автор І, XVIII, ІХ, ХІ розділів;
  - Співавтор підручника «Геополітика». — К.: МАУП, 2004. — 296 с. Автор ІХ, Х, ХІ розділів, 12.4 підрозділу ХІІ розділу;
  - Підручник «Політологія» — К.: Либідь, 2005. — 480 с.

### Наукові публікації
- Фелікс Рудич (перелік наукових праць)// GOOGLE-Академія